# Tubercularia versicolor
Tubercularia versicolor är en svampart som beskrevs av Sacc. 1883. Tubercularia versicolor ingår i släktet Tubercularia och familjen Nectriaceae.   Inga underarter finns listade i Catalogue of Life.